# Ernst Dubs

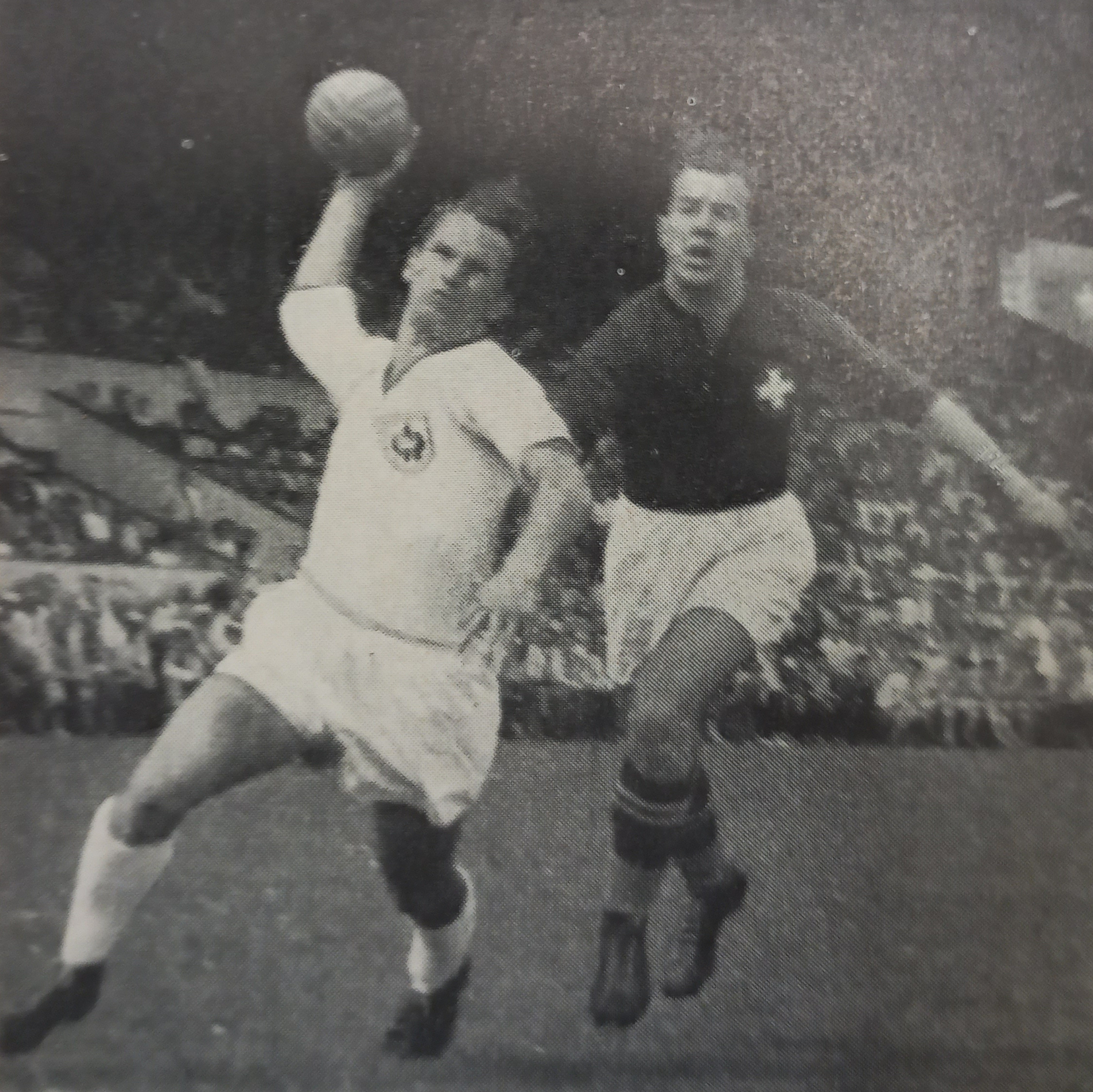
Ernst Dubs gegen Österreich

Ernst Dubs (* 1. August 1924; † 1. März 2018 in Affoltern am Albis) war ein Schweizer Feld- und Hallenhandballspieler.

## Clubs
Mehrmals gewann er die Meisterschaft mit dem Grasshopper Club (GC) Zürich. Er spielte mindestens seit 1943 für GC.

## Nationalmannschaft
Er nahm mit der Schweizer Nationalmannschaft an den Feldhandball-Weltmeisterschaften der Jahre 1948, 1952 und 1955 teil. Mit der Hallen-Nati nahm er an der Weltmeisterschaft 1954 teil.

## Selektionär
Später half er die Nationalmannschaft für die Weltmeisterschaft 1959 vorzubereiten.

## Privates
Er arbeitete als Beamter bei der PTT.